# Drototelus politus
Drototelus politus är en skalbaggsart som beskrevs av Thomas Broun 1903. Drototelus politus ingår i släktet Drototelus och familjen långhorningar. Inga underarter finns listade i Catalogue of Life.

## Bildgalleri

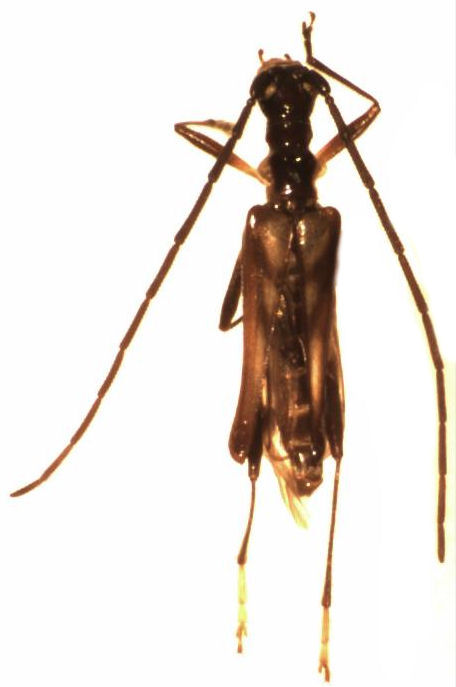